# 1952年天津高等学校院系调整
天津市高等学校在1952年经历了中华人民共和国中央人民政府在全国高等学校统一部署进行的院系调整，天津高等院校历经拆分重组，形成了今天的基本布局。

## 具体调整措施
1949年底，南开大学的教育系并入北京师范大学。1952年，南开大学、津沽大学工学院，清华大学、北京大学、燕京大学、唐山铁道学院的化学工程系，北京铁道学院的建筑工程系等院系并入天津大学；天津大学数学系、物理系并入南开大学。
此后，从天津大学调出的科系还有：
- 抽调地质组参与组建北京地质学院，现为中国地质大学；
- 抽调冶金系、采矿系金属矿组为主体组建北京钢铁学院，现为北京科技大学；
- 抽调采矿系采石油组并入清华大学石油工程系，现为中国石油大学；
- 抽调航空系并入清华大学航空学院，现为北京航空航天大学；
- 抽调采矿系采煤组至中国矿业学院，现为中国矿业大学；
- 抽调水利系农田水利及土壤改良专业至武汉水利学院（今武汉大学水利水电学院）；
- 抽调土木工程系测量专业至武汉测绘学院（今武汉大学测绘学院）；
- 矿冶工程系调唐山成立河北矿冶学院，现为华北理工大学；
- 纺织工程系调出成立河北纺织工学院，现为天津工业大学；
- 化学工程系造纸专业调往天津轻工业学院，现为天津科技大学；
- 抽调电信系为主体组建北京邮电学院，现为北京邮电大学。